# تست (فیلم ۱۹۳۵)
«تست» (انگلیسی: The Test) فیلمی در ژانر اکشن و وسترن است که در سال ۱۹۳۵ منتشر شد.